# Monchy-Humières
Monchy-Humières és un municipi francès, situat al departament de l'Oise i a la regió dels Alts de França. L'any 2007 tenia 628 habitants.

## Demografia

### Població
El 2007 la població de fet de Monchy-Humières era de 628 persones. Hi havia 236 famílies de les quals 52 eren unipersonals (24 homes vivint sols i 28 dones vivint soles), 76 parelles sense fills, 96 parelles amb fills i 12 famílies monoparentals amb fills.
La població ha evolucionat segons el següent gràfic:
Habitants censats

### Habitatges
El 2007 hi havia 282 habitatges, 241 eren l'habitatge principal de la família, 16 eren segones residències i 25 estaven desocupats. 247 eren cases i 34 eren apartaments. Dels 241 habitatges principals, 181 estaven ocupats pels seus propietaris, 55 estaven llogats i ocupats pels llogaters i 5 estaven cedits a títol gratuït; 2 tenien una cambra, 14 en tenien dues, 40 en tenien tres, 63 en tenien quatre i 121 en tenien cinc o més. 175 habitatges disposaven pel capbaix d'una plaça de pàrquing. A 88 habitatges hi havia un automòbil i a 126 n'hi havia dos o més.

### Piràmide de població
La piràmide de població per edats i sexe el 2009 era:
| Homes | Edats   | Dones |
| ----- | ------- | ----- |
| 0     | 95 o +  | 0     |
| 0     | 90 a 94 | 0     |
| 8     | 85 a 89 | 8     |
| 8     | 80 a 84 | 0     |
| 16    | 75 a 79 | 24    |
| 12    | 70 a 74 | 16    |
| 4     | 65 a 69 | 0     |
| 4     | 60 a 64 | 16    |
| 12    | 55 a 59 | 4     |
| 40    | 50 a 54 | 28    |
| 28    | 45 a 49 | 28    |
| 16    | 40 a 44 | 36    |
| 20    | 35 a 39 | 16    |
| 16    | 30 a 34 | 28    |
| 20    | 25 a 29 | 16    |
| 20    | 20 a 24 | 12    |
| 16    | 15 a 19 | 20    |
| 28    | 10 a 14 | 20    |
| 24    | 5 a 9   | 24    |
| 20    | 0 a 4   | 8     |

## Economia
El 2007 la població en edat de treballar era de 425 persones, 328 eren actives i 97 eren inactives. De les 328 persones actives 306 estaven ocupades (173 homes i 133 dones) i 21 estaven aturades (10 homes i 11 dones). De les 97 persones inactives 30 estaven jubilades, 35 estaven estudiant i 32 estaven classificades com a «altres inactius».

### Ingressos
El 2009 a Monchy-Humières hi havia 252 unitats fiscals que integraven 656 persones, la mediana anual d'ingressos fiscals per persona era de 21.249 €.

### Activitats econòmiques
Dels 34 establiments que hi havia el 2007, 1 era d'una empresa extractiva, 2 d'empreses alimentàries, 2 d'empreses de fabricació d'altres productes industrials, 5 d'empreses de construcció, 7 d'empreses de comerç i reparació d'automòbils, 2 d'empreses de transport, 2 d'empreses d'hostatgeria i restauració, 1 d'una empresa d'informació i comunicació, 2 d'empreses financeres, 2 d'empreses immobiliàries, 5 d'empreses de serveis, 1 d'una entitat de l'administració pública i 2 d'empreses classificades com a «altres activitats de serveis».
Dels 12 establiments de servei als particulars que hi havia el 2009, 1 era una oficina de correu, 3 tallers de reparació d'automòbils i de material agrícola, 3 lampisteries, 2 electricistes, 1 perruqueria i 2 restaurants.
L'any 2000 a Monchy-Humières hi havia 9 explotacions agrícoles.

## Equipaments sanitaris i escolars
El 2009 hi havia una escola elemental integrada dins d'un grup escolar amb les comunes properes formant una escola dispersa.

## Poblacions més properes
El següent diagrama mostra les poblacions més properes.